# Louise Mountbatten

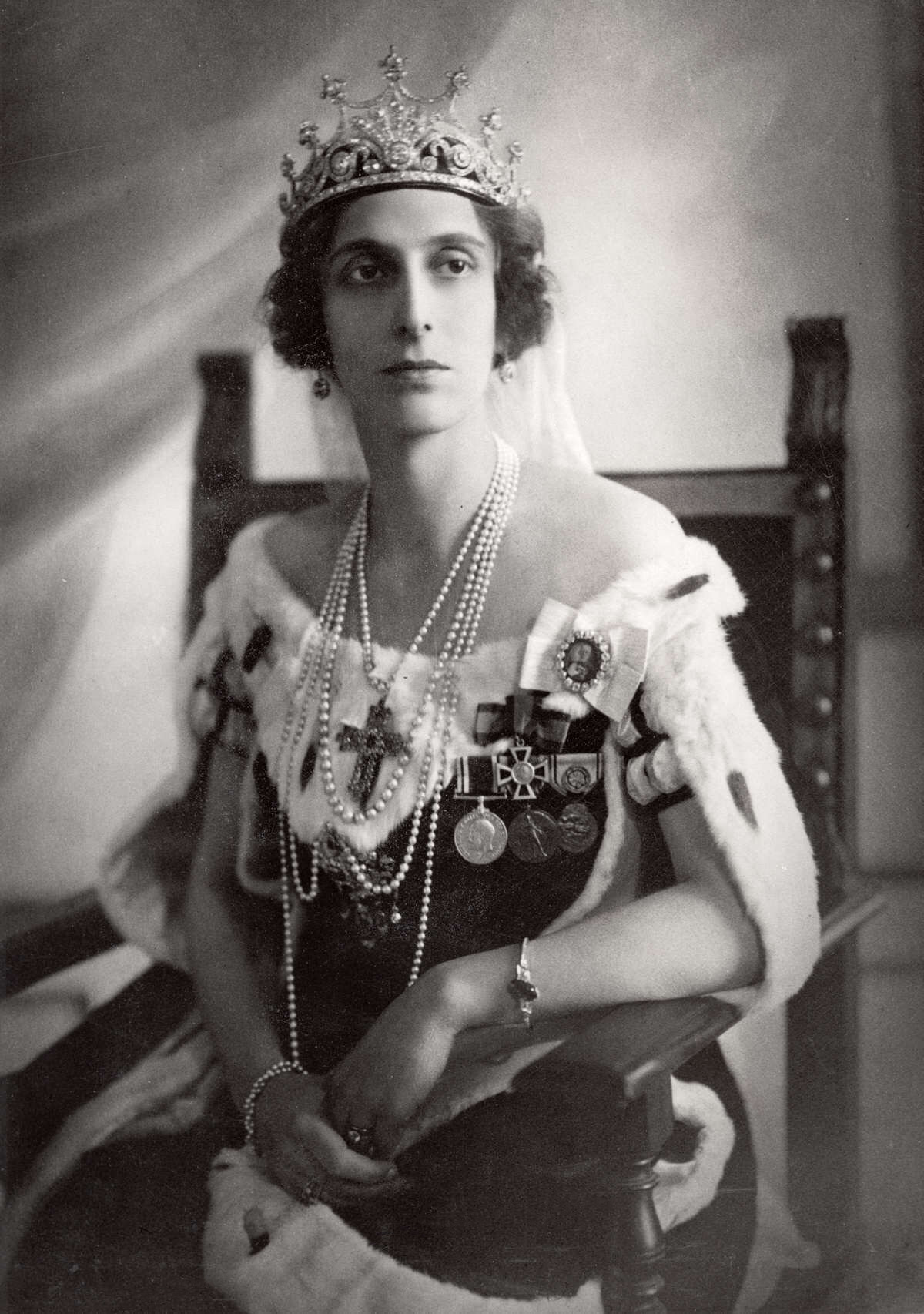
Kronprinzessin Louise von Schweden, 1925

Lady Louise Alexandra Marie Irene Mountbatten, geborene Prinzessin Louise von Battenberg (* 13. Juli 1889 auf Schloss Heiligenberg bei Darmstadt; † 7. März 1965 in Stockholm) war von Geburt eine britisch-deutsche Prinzessin aus dem Haus Battenberg, einer Nebenlinie des Hauses Hessen, und durch Heirat Königin von Schweden (1950–1965).

## Leben

### Kindheit und Jugend

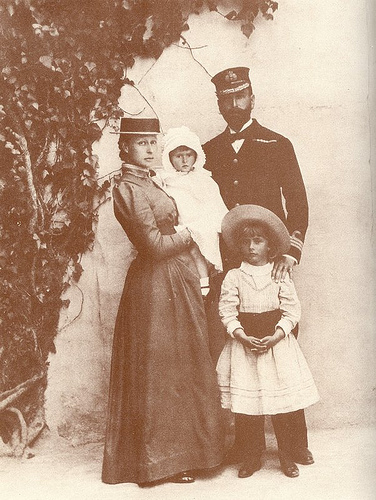
Louise (auf dem Arm ihrer Mutter) mit ihren Eltern und Schwester Alice, 1889

Louise kam als Prinzessin Louise von Battenberg zur Welt. Sie war die Tochter des Prinzen Ludwig Louis von Battenberg (1854–1921) und seiner Gattin Prinzessin Viktoria von Hessen-Darmstadt und bei Rhein (1863–1950), älteste Tochter des Großherzogs Ludwig IV. und Prinzessin Alice von Großbritannien und Irland. Ihre Großeltern väterlicherseits waren Prinz Alexander von Hessen-Darmstadt und Gräfin Julia Hauke; spätere Fürstin von Battenberg. Zu Louises Geschwistern zählten Alice von Battenberg, die Mutter Prinz Philips, Duke of Edinburgh und der spätere Admiral (Lord) Louis Mountbatten of Burma.

Großen Wert legten die Eltern auf eine gute Erziehung; so erhielt Louise eine sehr umfangreiche Ausbildung in Sprachen, Naturwissenschaften, Mathematik, Geographie und Geschichte. Schon früh zeigten sich bei ihr die Charaktereigenschaften, die sie ihr Leben lang auszeichnen sollten: sie war äußerst pflichtbewusst, liebenswürdig zu jedem, den sie näher kennenlernte und sehr loyal gegenüber ihrer Familie und ihren Freunden. Durch ihre Eltern hatte sie verwandtschaftliche Beziehungen zu vielen königlichen Höfen in Europa, die sie zusammen mit ihrer Mutter und Geschwistern öfter besuchte. Zusammen mit ihren Geschwistern wuchs sie im Kensington Palace auf. Durch die Arbeit ihres Vaters, der als Admiral in der britischen Marine diente, zog die Familie zwischen den verschiedenen britischen Gebieten umher. Beispielsweise verbrachten sie einige Zeit auf Malta. Dennoch kehrten sie oft zum Schloss Heiligenberg außerhalb von Darmstadt zurück. Sie verbrachte einen Großteil ihrer Jugend in Gesellschaft ihrer einzigen Schwester Alice, mit der sie zusammen erzogen wurde. Gemeinsam mit ihrer Mutter besuchte Louise oft ihre Urgroßmutter Queen Victoria in Osborne House auf der Isle of Wight. Das Familienleben wurde als harmonisch beschrieben. Ihre Eltern lebten in einer glücklichen Beziehung, also in keiner arrangierten Ehe. Ein besonders enges Verhältnis hatte sie zu ihrem jüngeren Bruder Louis, mit dem sie bis zu ihrem Tod regelmäßig korrespondierte. 

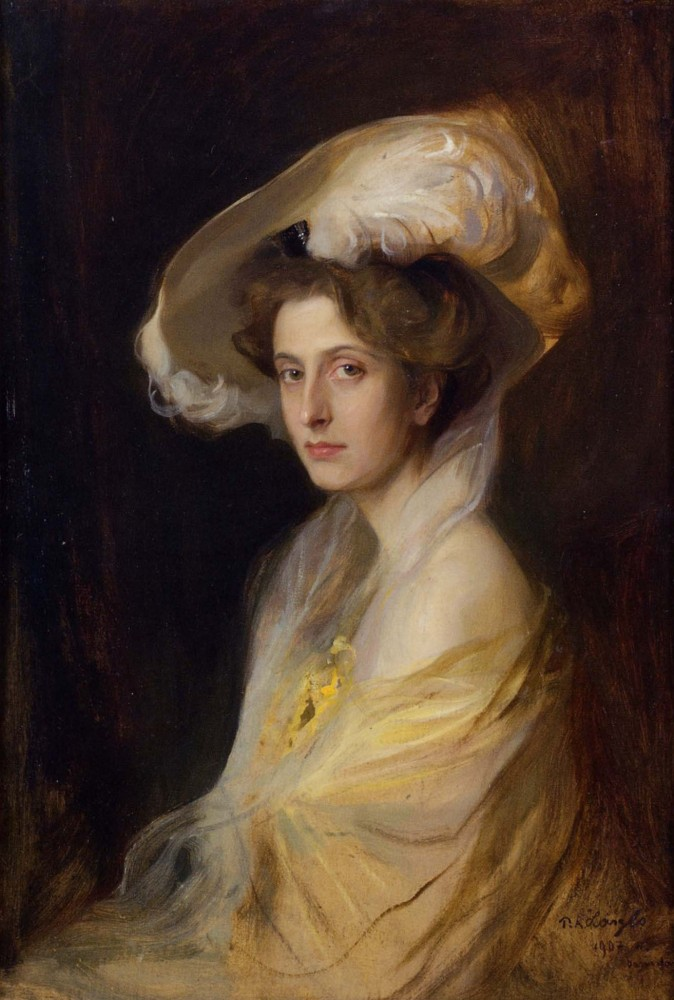
Philip Alexius de László: Louise von Battenberg, spätere Königin von Schweden (1907)

Im Jahr 1914 besuchte Louise mit ihrer Mutter deren Schwester Zarin Alexandra Fjodorowna in Russland. Sie unternahmen eine ausgedehnte Schiffsfahrt auf der Wolga mit Louises Onkel Zar Nikolaus II. und ihren Cousinen Olga, Tatjana, Maria und Anastasia. Während ihres Besuches machte sich Louise Sorgen um ihre Tante, die unter dem großen Einfluss von Rasputin stand. Die Reise fand mit dem Ausbruch des Ersten Weltkrieges ein abruptes Ende. Ihr Vater telegraphierte sofort nach Russland, sie sollen sich so schnell wie möglich zurück nach London begeben. Viktoria übergab ihren Schmuck an ihre Schwester zur sicheren Aufbewahrung. Über Haapsalu verließen sie Russland und reisten ins neutrale Schweden. Bevor sie endgültig nach Großbritannien weiterreisten, blieben sie auf Wunsch des Kronprinzen (ihrem zukünftigen Ehemann) und seiner damaligen Frau für eine Nacht auf Schloss Drottningholm.
Während des Krieges war Louise für die SSAFA Forces Help tätig. Später betätigte sie als Krankenschwester für das Rote Kreuz in verschiedenen Lazaretten. In Nevers arbeitete sie in einem französischen Militärkrankenhaus und von März 1915 bis Juli 1917 in einem Lazarett in Palavas-les-Flots bei Montpellier. Für ihre harte Arbeit wurde sie mit der British War Medal und der Victory Medal, einer Medaille des Roten Kreuzes, sowie der Médaille de la Reconnaissance française, ausgezeichnet. Nach dem Krieg war sie in der Sozialarbeit für die Kinder in den Slums von Battersea in London aktiv.
1917 wurde aufgrund antideutscher Tendenzen, die während des Ersten Weltkriegs in Großbritannien vorherrschten, der Name des britischen Königshauses in Windsor umgeändert. König Georg V. verzichtete auf alle deutschen Titel ebenso wie die Mitglieder der königlichen Familie und die Untertanen. Louises Vater legte am 17. Juli 1917 seine deutschen Titel ab und nahm den Familiennamen Mountbatten an. Anschließend wurde ihm der Titel Marquess of Milford Haven, Earl of Medina und Viscount Alderney in Form eines Peerage of the United Kingdom verliehen. Louise erhielt als Tochter eines Marquess den Höflichkeitstitel einer Lady und nannte sich fortan Lady Louise Mountbatten.

### Mögliche Heiratskandidaten

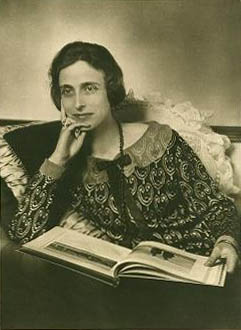
Lady Louise Mountbatten, um 1920

Auf einem der vielen Familientreffen lernte Louise den Kronprinzen und späteren König Manuel II. de Bragança (1889–1932), aus dem portugiesischen Zweig des Hauses Sachsen-Coburg-Gotha, kennen. Louise und Emanuel hatten sich schon fast ineinander verliebt, doch ihre angehende Romanze endete im Nichts. 1909, im Alter von zwanzig Jahren, verlobte sich Louise heimlich mit Prinz Christoph von Griechenland (1888–1940), Sohn des griechischen Königs Georg I. Doch da Christoph weitestgehend mittellos war und Louises Eltern die finanzielle Verantwortung nicht tragen wollten, wurde die Verlobung wieder aufgelöst.
Als Louise während des Ersten Krieges in Nevers als Krankenschwester arbeitete, lernte sie den schottischen Künstler Alexander Stuart-Hill kennen und verlobte sich bald mit ihm. In der Erwartung, dass ihre Eltern von ihrer Wahl enttäuscht sein würden, hielt sie die Verlobung zunächst geheim. Schließlich vertraute sie sich ihnen doch an und lud Stuart-Hill zu einem Besuch nach England ein. Ludwig und Viktoria nahmen ihn wegen seiner Erscheinung als exzentrisch und seltsam wahr. Da das Paar nicht genügend Geld zur Verfügung hatte, verschob es die Hochzeit bis zum Ende des Krieges. 1918 wurde Louises Eltern klar, dass Stuart-Hill homosexuell war und dies eine Ehe mit ihm unmöglich machte.

### Heirat mit Kronprinz Gustav Adolf von Schweden

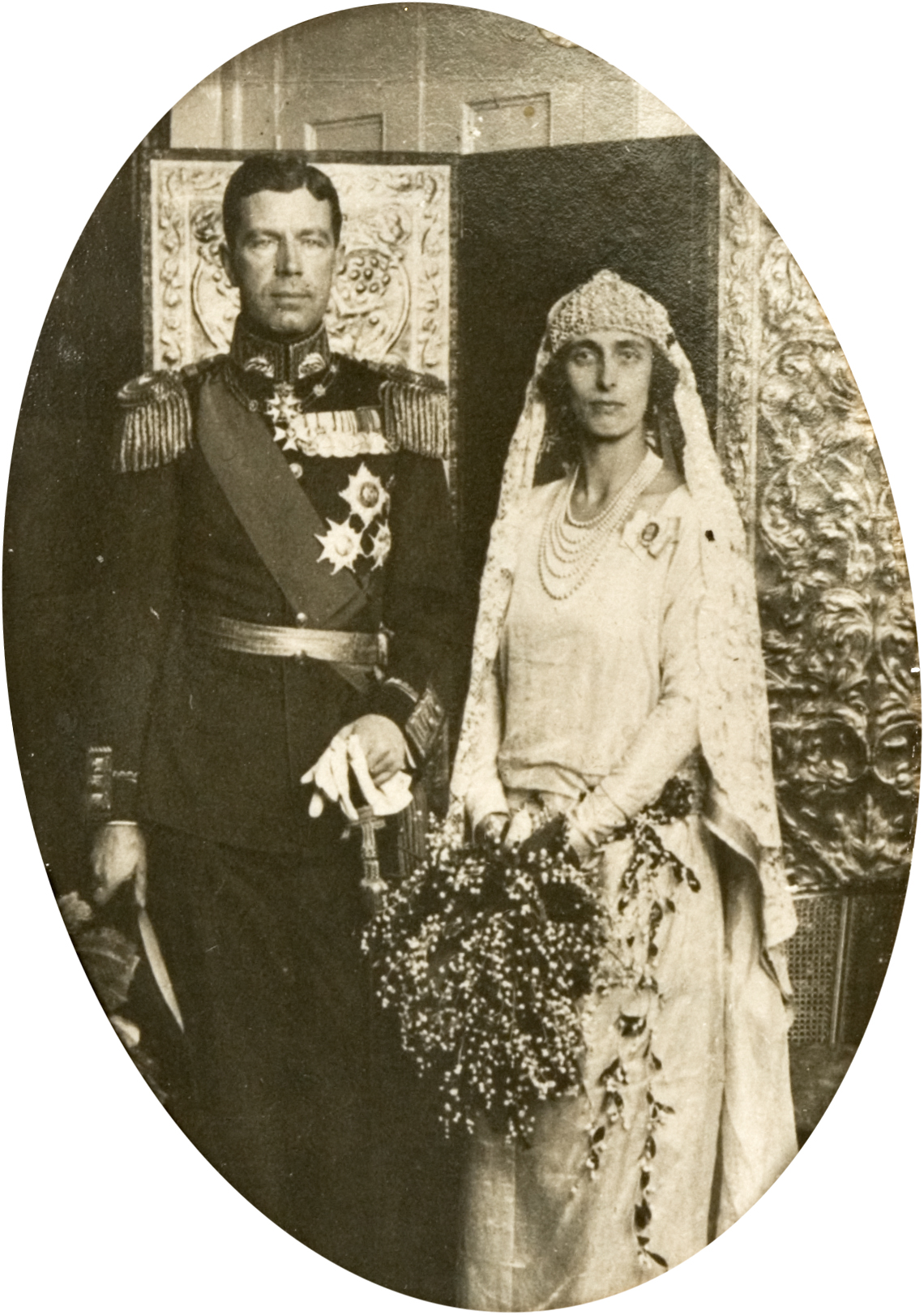
Hochzeitsbild von Kronprinz Gustav Adolf und Lady Louise Mountbatten, 1923

1923 besuchte Kronprinz Gustav Adolf von Schweden (1882–1973) London. Gustav Adolf, ältester Sohn von König Gustav V. und Königin Viktoria, war seit dem Tod seiner Frau Margaret im Jahr 1920 verwitwet und Vater von fünf heranwachsenden Kindern. Er traf Louise auf einer Party und begann zu ihrer Überraschung, sie zu umwerben. Obwohl sie als junge Frau gesagt hatte, dass sie niemals einen König oder Witwer heiraten würde, akzeptierte sie Gustav Adolfs Witwenschaft und seine spätere Position als König. Louise und Gustav Adolf verlobten sich am 1. Juli 1923. Die geplante Eheschließung war aber mit rechtlichen Problemen verbunden. Das schwedische Thronfolgegesetz von 1810 gab an, dass ein schwedischer Prinz seine Erbrechte verlieren würde, wenn er „mit oder ohne Kenntnis und Zustimmung des Königs die Tochter eines schwedischen oder ausländischen Privatmannes heiratete“ – mit „Privatmann“ ist ein Mann gemeint, der keinem Fürstengeschlecht angehört. Während König Gustav V. dem Paar ohne Weiteres seinen Segen gab, gab es in den Medien Diskussionen darüber, ob die zukünftige Braut verfassungsgemäß berechtigt sei, Schwedens zukünftige Königin zu werden, da ihr Vater 1917 seinen deutschen Prinzentitel aufgegeben hatte. Auch der konservative Ministerpräsident Ernst Trygger hatte Zweifel, ob die Ehe verfassungsgemäß wäre. Die britische Regierung erklärte jedoch, dass Louise als Mitglied des britischen Königshauses anzusehen sei, wodurch sie für den schwedischen Kronprinzen standesgemäß war.
Am 3. November 1923 heirateten Louise und Gustav Adolf in der Kapelle des St James’s Palace in London. Sie wurden von Randall Thomas Davidson, dem Erzbischof von Canterbury, getraut. An der Hochzeit nahmen neben den Familien des Brautpaares auch viele Mitglieder der britischen Königsfamilie teil. Unter anderem zählten König Georg V. und seine Frau Mary zu den Gästen.
Die Ehe galt als sehr glücklich. Louise soll in ihre Stiefkinder und deren Kinder regelrecht vernarrt gewesen sein. Am 30. Mai 1925 brachte sie selbst ein totes Mädchen zur Welt. Weitere Kinder blieben dem Kronprinzenpaar verwehrt.

### Späteres Leben
Neben zahlreichen Repräsentationsaufgaben engagierte sich Louise als Kronprinzessin und später als Königin von Schweden stark in sozialen Bereichen der Gesellschaft und unterstützte einige gemeinnützige Vereine. So organisierte sie zusammen mit dem Roten Kreuz während des finnischen Winterkrieges ein Kinderhilfswerk, um Kinder aus dem Kriegsgebiet nach Schweden zu holen. Sie stellte auch ihren Sommersitz Schloss Ulriksdal als Kinderheim zur Verfügung.
Königin Louise starb nach einer Not-Operation am 7. März 1965 im St. Görans Krankenhaus in Stockholm und wurde auf dem Königlichen Friedhof Haga bestattet.

## Galerie

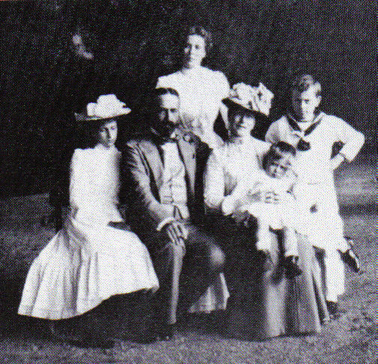
Louise (ganz Links) mit ihren Eltern und Geschwistern, 1902
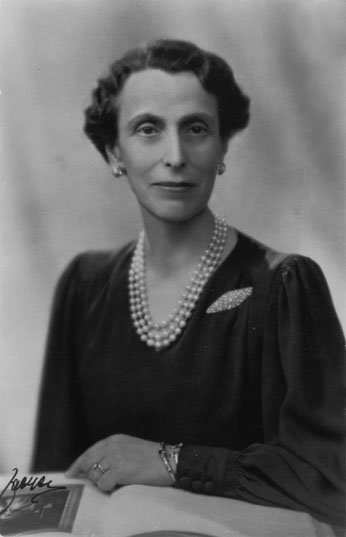
Kronprinzessin Louise, um 1940
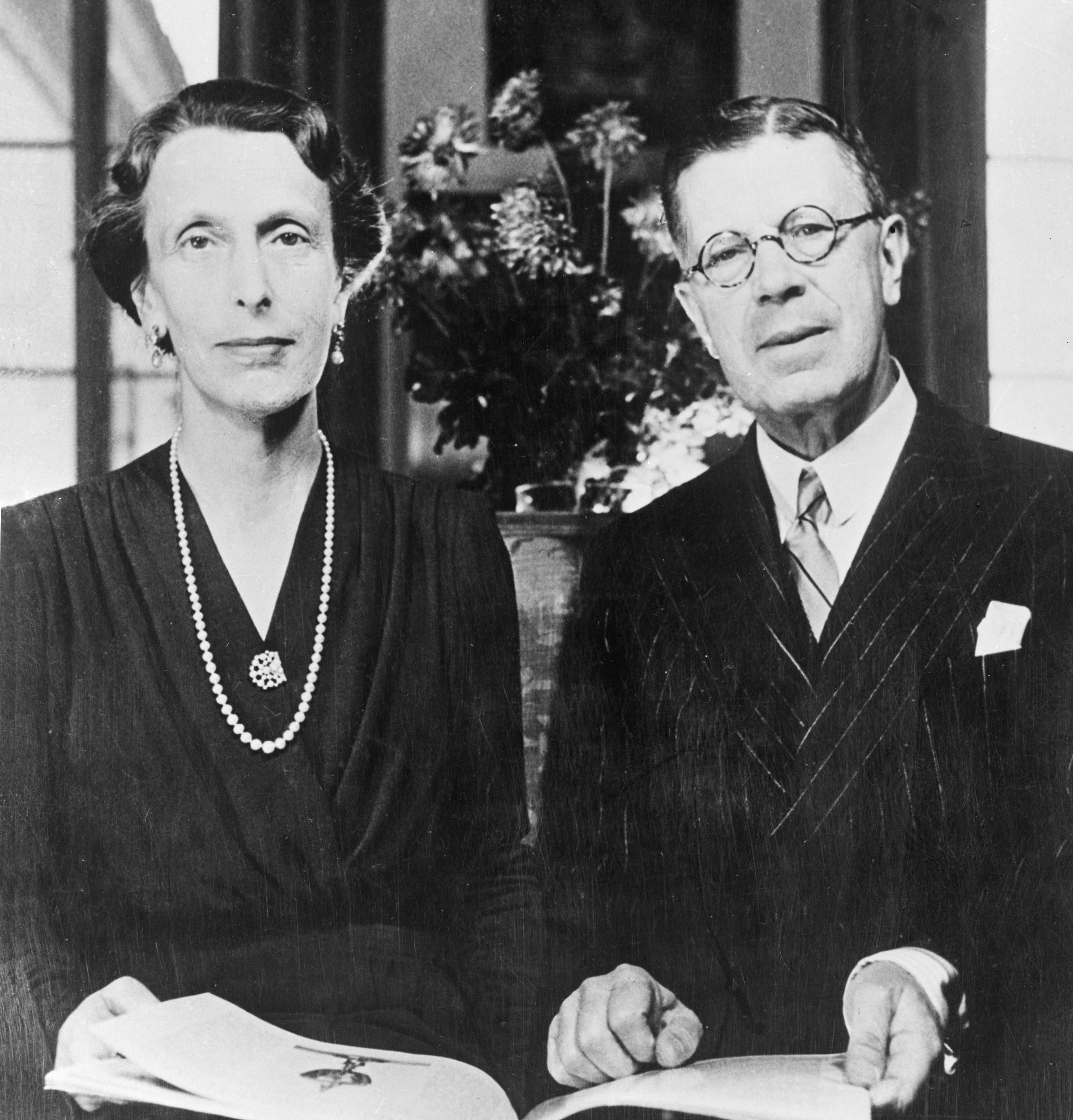
Louise und Gustav Adolf, 1945
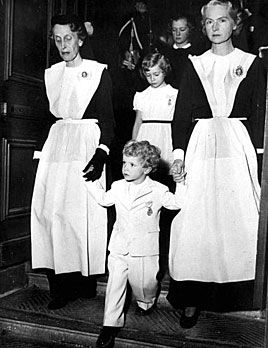
Louise mit dem späteren König Carl XVI. Gustaf und dessen Mutter Sibylla bei der Beerdigung von König Gustav V. Im Hintergrund sind die Prinzessinnen Christina und Birgitta.
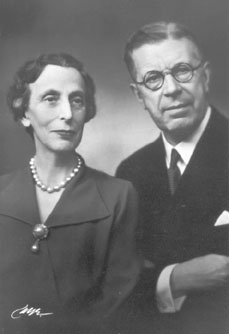
Königin Louise und König Gustav VI. Adolf in den 1950er Jahren
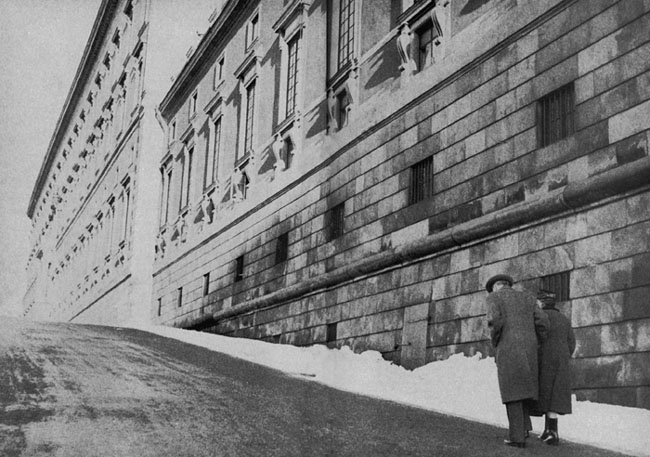
Königin Louise und König Gustav VI. Adolf bei einem Spaziergang in den 1950er Jahren
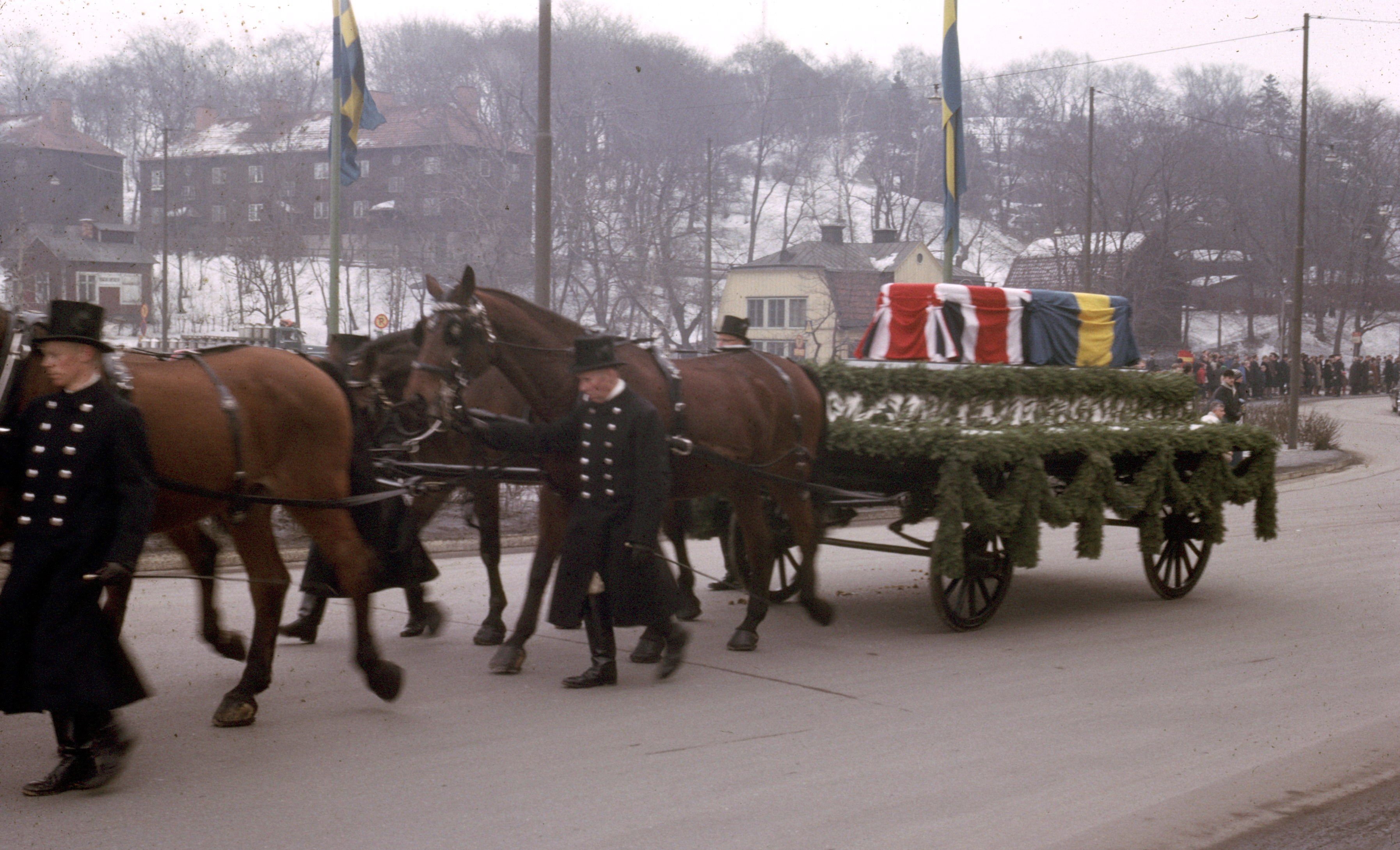
Pferdekutsche mit dem Sarg von Königin Louise, 1965

## Titel und Auszeichnungen (Auswahl)

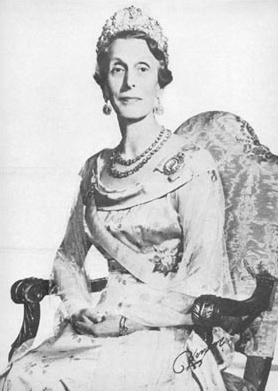
Königin Louise von Schweden, 1963

- 1889–1917 Ihre Durchlaucht Prinzessin Louise von Battenberg
- 1917–1917 Miss Louise Mountbatten
- 1917–1923 Lady Louise Mountbatten
- 1923–1950 Ihre Königliche Hoheit Kronprinzessin Louise von Schweden
- 1950–1965 Ihre Majestät Königin Louise von Schweden
- 1960: Groß-Stern des Ehrenzeichens für Verdienste um die Republik Österreich[7]
- Royal Red Cross
- Königlicher Seraphinenorden
- Schwertorden
- Nordstern-Orden